# Isoperla bipartita
Isoperla bipartita is een steenvlieg uit de familie Perlodidae. De wetenschappelijke naam van de soort is voor het eerst geldig gepubliceerd in 1963 door Aubert.